# A Day at the Races
„A Day at the Races“ е петият албум на английската рок група Куийн, издаден на 10 декември 1976 година от ЕМИ във Великобритания и на 18 декември 1976 от Електра в САЩ.
Това е първият албум, който Куийн записва без продуцента си Рой Томас Бейкър. Записан е между юли и ноември 1976 година. Албумът често е считан за продължение на предишния им албум A Night at the Opera, заради подобния им звук. Включва сложни аранжименти като в The Millionaire Waltz и госпел в Somebody to Love. Tie Your Mother Down впоследствие е използвана често за откриване на концертите на Куийн.
За времето си албумът дава на ЕМИ най-многото предварителни поръчки за албум – пет дни преди издаването му са продадени 500 000 копия. Албумът е и първият във Великобритания, който е рекламиран по телевизията, и първият, който влиза в чартовете във Великобритания директно на първо място.
Албумът заема първо място в чартовете на Великобритания и остава 24 седмици в класацията. В САЩ достига пето място и остава 19 седмици в класацията. Става платинен във Великобритания и златен в САЩ.
Освен четиримата членове на Куийн в песента Good Old-Fashioned Lover Boy се съдържат и беквокали на музикалния инженер на албума Майк Стоун.

## Списък на песните
Страна А
1. Tie Your Mother Down (Мей) – 4:47
2. You Take My Breath Away (Меркюри) – 5:08
3. Long Away (Мей) – 3:33
4. The Millionaire Waltz (Меркюри) – 4:54
5. You and I (Дийкън) – 3:25

Страна Б
1. Somebody to Love (Меркюри) – 4:56
2. White Man (Мей) – 4:59
3. Good Old-Fashioned Lover Boy (Меркюри) – 2:54
4. Drowse (Тейлър) – 3:45
5. Teo Torriatte (Let Us Cling Together) (Мей) – 5:57

Бонус песни, в преиздадената версия на албума от Hollywood Records през 1991 година
- Tie Your Mother Down (ремикс)
- Somebody to Love (ремикс)

## Състав
- Фреди Меркюри: водещи и беквокали, пиано, джангъл пиано
- Брайън Мей: китари, беквокали, пиано
- Роджър Тейлър: барабани, перкусия, беквокали,
- Джон Дийкън: бас